# Copa Ecuador 1970
La Copa Ecuador 1970 fue un torneo de fútbol ecuatoriano con formato distinto y predecesor de la Copa Ecuador nacida en 2018.
Este torneo se disputó únicamente con la finalidad de encontrar al representante de Ecuador para la Copa Ganadores de Copa 1970. Para ello la Asociación Ecuatoriana de Fútbol (hoy Federación Ecuatoriana de Fútbol) decidió que los equipos que terminaran desde el 3.º puesto hasta 10.º puesto del Campeonato Ecuatoriano de Fútbol 1969 fueran los participantes; Aucas, Barcelona, El Nacional, Emelec, Dep.Quito, Everest, Universidad Católica y Patria, pero la mayoría de equipos desistieron de participar, esto fue debido a que no le daban la importancia al torneo por jugarse en enero y dar prioridad a la pretemporada los jugadores de dichos equipos, solo 3 equipos decidieron participar y esos fueron Barcelona, Everest y El Nacional, este último sería que se coronaria campeón tras ganar por marcador de 3-1 ante Everest, nunca se jugó el 3.º encuentro ni tampoco las revanchas ya que los equipos guayaquileños desistieron de seguir participando, por ello el cuadro militar jugaría la Copa Ganadores de Copa.

## Sistema de Campeonato
En un inicio se jugaría con formato de play off entre los 8 equipos ubicados desde el 3.º hasta el 10.º puesto del Campeonato Ecuatoriano de Fútbol 1969, pero debido a la deserción masiva solamente jugarían los equipos ubicados en 4.º, 5.º, 8.º del Campeonato Ecuatoriano de Fútbol 1969, en encuentros de ida y vuelta.

## Equipos programados a participar
| Campeonato Ecuatoriano 1969 | Campeonato Ecuatoriano 1969 | Campeonato Ecuatoriano 1969 |
| --------------------------- | --------------------------- | --------------------------- |
|                             | 3.                          | Aucas                       |
|                             | 4.                          | Barcelona                   |
|                             | 5.                          | El Nacional                 |
|                             | 6.                          | Emelec                      |
|                             | 7.                          | Deportivo Quito             |
|                             | 8.                          | Everest                     |
|                             | 9.                          | Universidad Católica        |
|                             | 10.                         | Patria                      |

## Equipos que aceptaron participar
| Campeonato Ecuatoriano 1969 | Campeonato Ecuatoriano 1969 | Campeonato Ecuatoriano 1969 |
| --------------------------- | --------------------------- | --------------------------- |
|                             | 4.                          | Barcelona                   |
|                             | 5.                          | El Nacional                 |
|                             | 8.                          | Everest                     |

## Partidos

#### Partido 1
| Fecha              | Lugar     | Local     | Resultado | Visitante   |
| ------------------ | --------- | --------- | --------- | ----------- |
| 4 de enero de 1970 | Guayaquil | Barcelona | 1:1       | El Nacional |

#### Partido 2
| Fecha              | Lugar | Local       | Resultado | Visitante |
| ------------------ | ----- | ----------- | --------- | --------- |
| 8 de enero de 1970 | Quito | El Nacional | 3:1       | Everest   |

#### Partido 3
El encuentro entre Barcelona y Everest nunca se jugó debido a que ambos equipos se retiraron del torneo. No hubo tercer partido ni tampoco las revanchas.

### Ganador
|                                       |
|                                       |
| Club Deportivo El Nacional 1.º Título |